# Représentations diplomatiques des Fidji

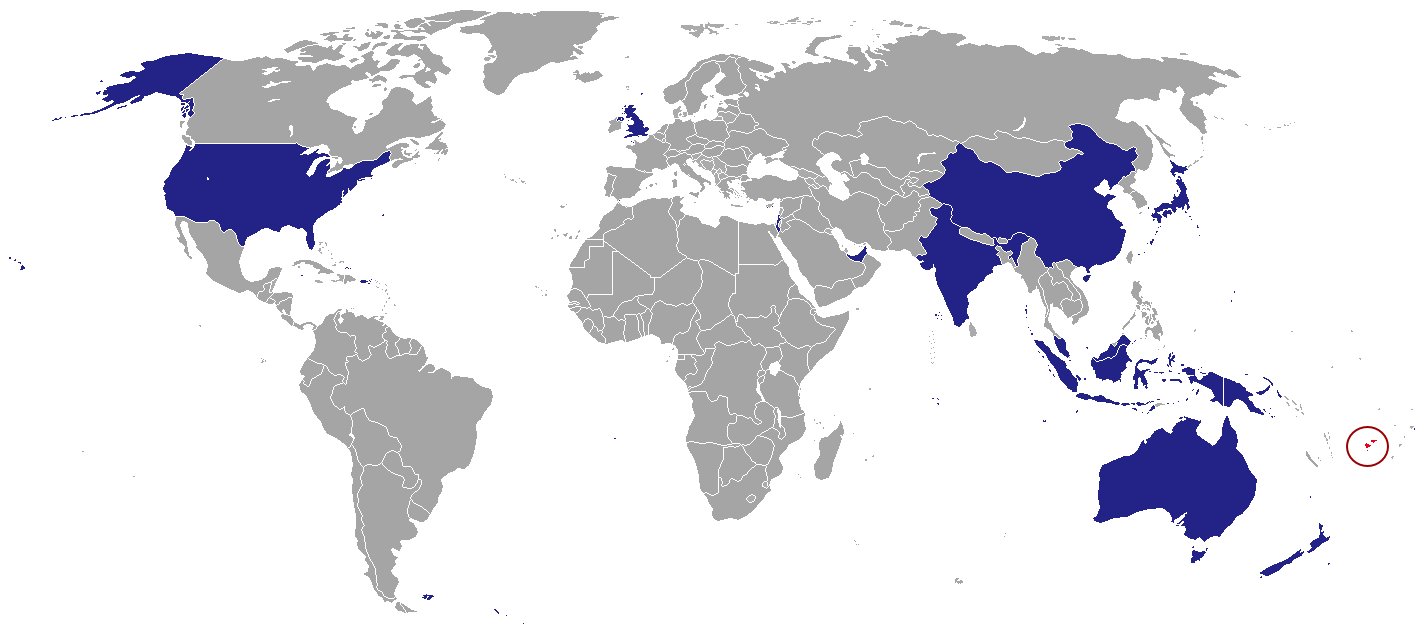
Représentations diplomatiques des Fidji

Ceci est une liste des représentations diplomatiques des Fidji.

## Amérique
- États-Unis
  - Washington (Ambassade)

## Asie
- Chine
  - Pékin (Ambassade)
- Émirats arabes unis
  - Abou Dabi (Ambassade)
- Inde
  - New Delhi (Haut-commissariat)
- Indonésie
  - Jakarta (Ambassade)
- Japon
  - Tokyo (Ambassade)
- Malaisie
  - Kuala Lumpur (Haut-commissariat)

## Europe
- Royaume-Uni
  - Londres (Haut-commissariat)

## Océanie
- Australie
  - Canberra (Haut-commissariat)
- Nouvelle-Zélande
  - Wellington (Haut-commissariat)
- Papouasie-Nouvelle-Guinée
  - Port Moresby (Haut-commissariat)

## Organisations internationales
- Nations unies
  - New York (Mission permanente)
- Nations unies
  - Genève (Mission permanente)

## Gallery

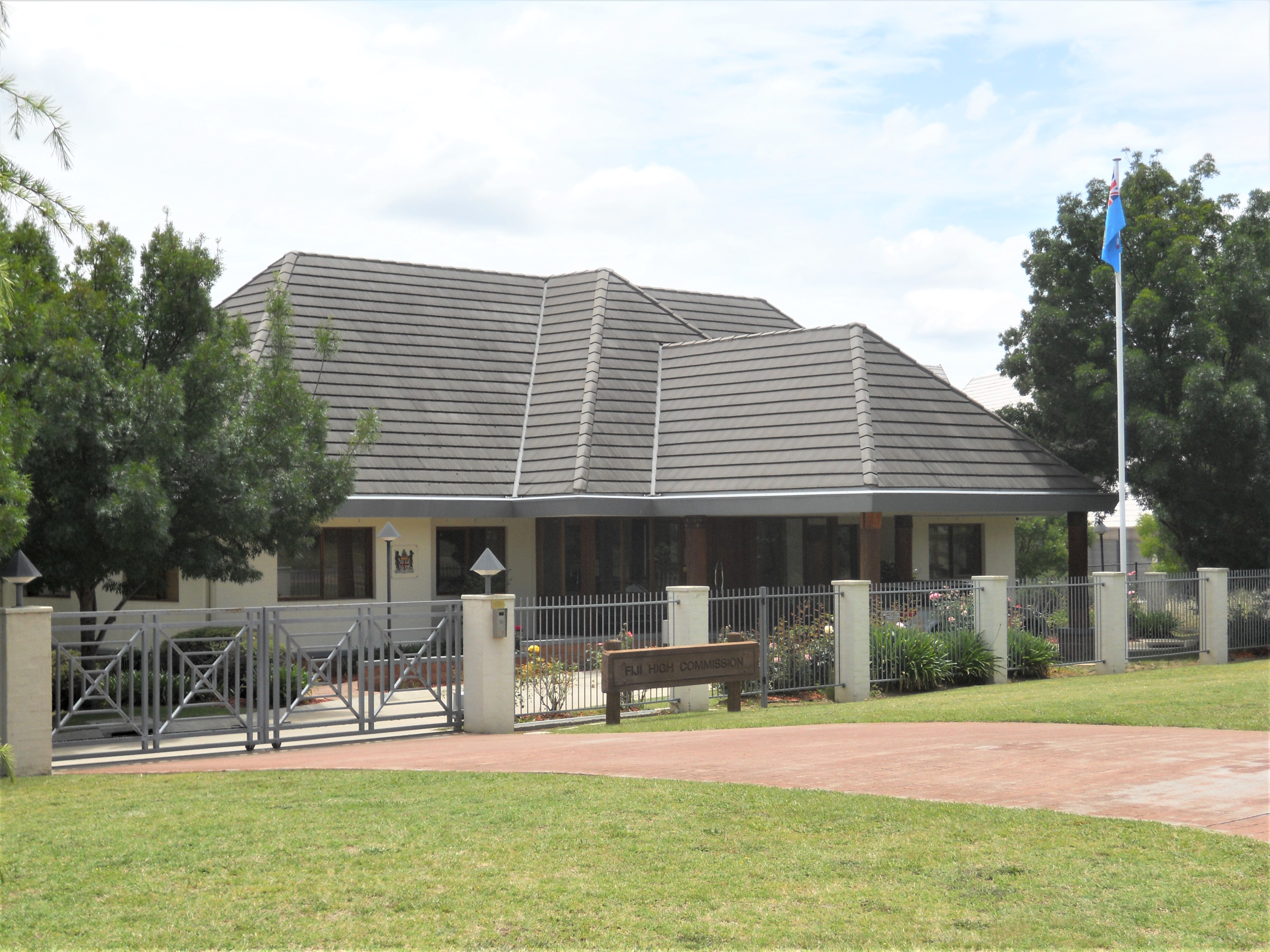
Haut-commissariat des Fidji à Canberra.
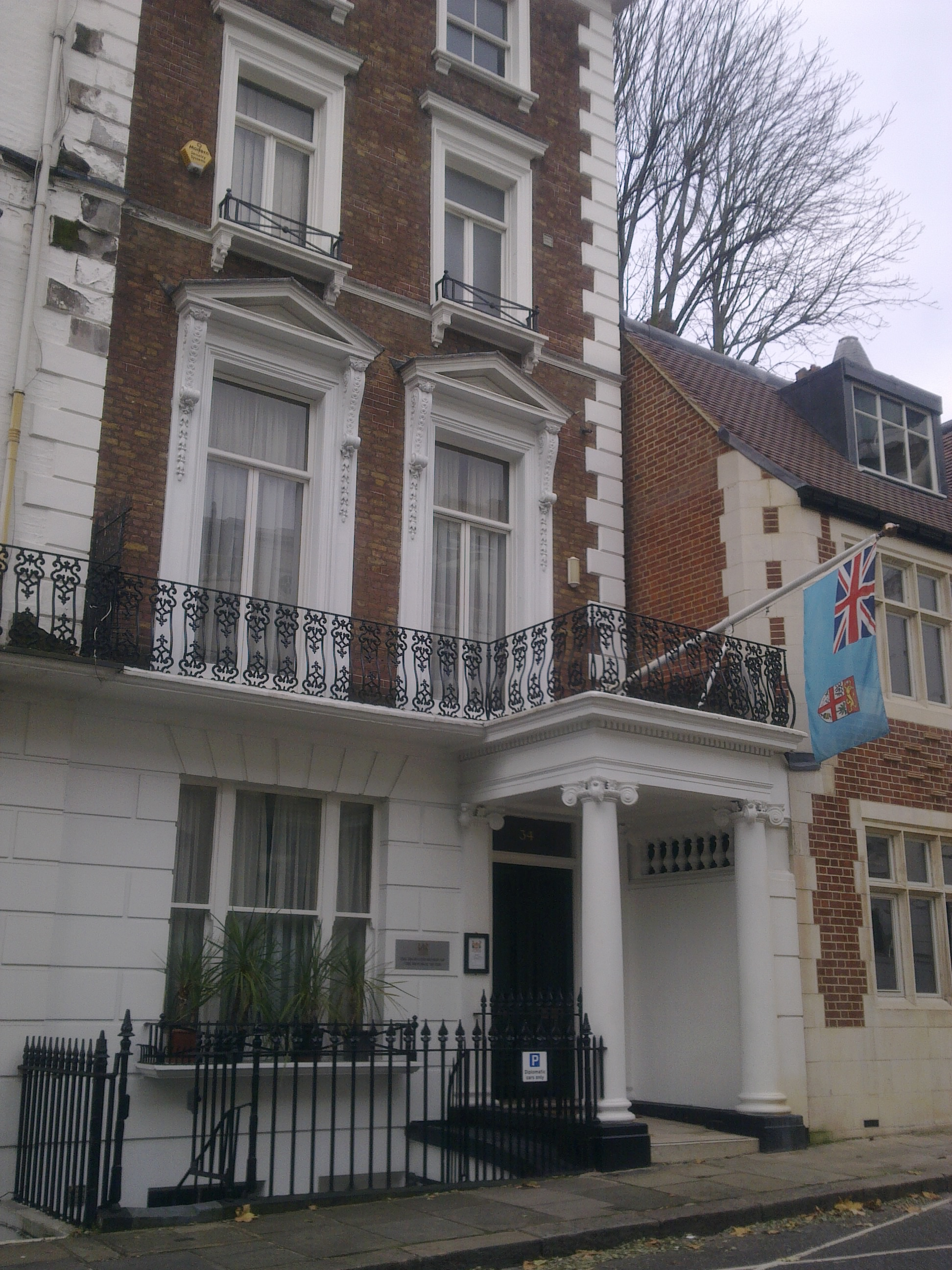
Haut-commissariat des Fidji à Londres.
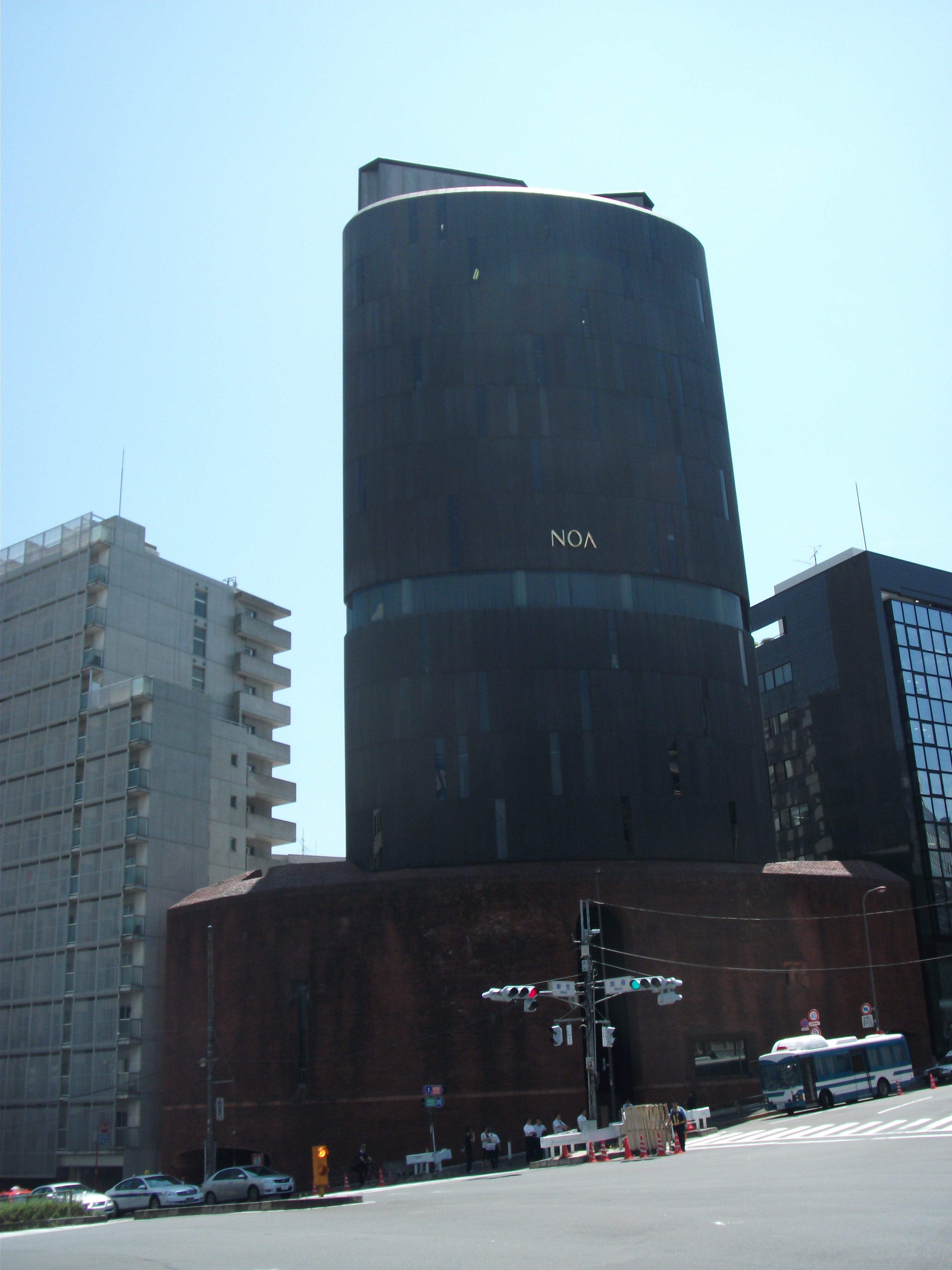
âtiment abritant l'ambassade des Fidji à Tokyo.
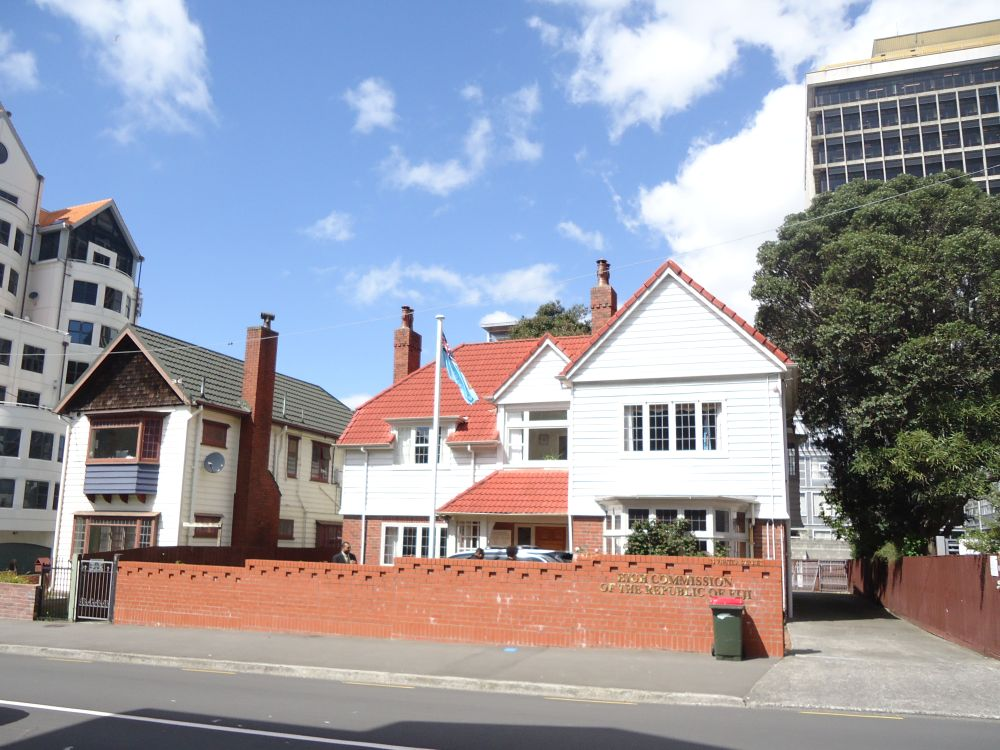
Haut-commissariat des Fidji à Wellington.